# Нарковойна
«Нарковойна» (англ. Drug War, кит. 毒戰) — криминальный фильм гонконгского режиссёра Джонни То, вышедший на экраны в 2012 году. Первый боевик постановщика, полностью снятый в Китае, и получивший одобрение китайских цензоров. Повествовательная стилистика ленты заметно отличается от экспрессионистских работ То середины 2000-х — гангстерской драмы «Отверженные» и дилогии о триадах «Выборы» — и характеризуется большей правдоподобностью изображённых событий при сокращении сцен насилия.

## Сюжет
Китай, провинция Гуйчжоу, портовый город Цзинхай, наши дни. Пострадав от взрыва на фабрике по производству амфетамина Чхой Тимминг (蔡添明), 39-летний уроженец Гонконга и один из наиболее влиятельных наркобаронов, пытается бежать из города на собственной машине, но не справляется с управлением и врезается в открытый ресторан.
В это же время на платной трассе при въезде в город Чжан Лэй, невозмутимый полицейский под прикрытием, со своими молодыми коллегами Ян Сяобэем и Сюй Госяном, арестовывает нескольких наркокурьеров. Для изъятия товара, который преступники перевозят в собственных желудках, их отвозят в госпиталь Цзинхая, где уже лежит Чхой Тимминг.
Причина попадания Тимминга в госпиталь вызывает подозрение у Чжан Лэя, и капитан проводит краткое расследование, в ходе которого устанавливает истинный род занятий наркобарона. В обмен на спасение от смертельной инъекции, которой китайский суд карает всех наркодилеров, Чхой Тимминг соглашается выдать полиции высокопоставленных членов картеля.

## Актёры
- Луис Гу — Чхой Тимминг (Тимми)
- Сунь Хунлэй — капитан Чжан Лэй
- Хуан И — Ян Сяобэй
- Гао Юньсян — Сюй Госян
- Хао Пин — Ха-Ха
- Тан Кай — Ли Шучан
- Ли Чжэньци — Дядя Билл (Ли Чжэньбяо)
- Го Тао и Ли Цзин — немые братья

## Реакция
Премьера картины состоялась 15 ноября 2012 года в рамках основной конкурсной программы Римского кинофестиваля. Следующий показ прошёл 26 января 2013 года — на Роттердамском кинофестивале, где лента соревновалась за премию Big Screen. Наряду с индийской сагой «Банды Вассейпура», китайской драмой «Тайна», японским криминалом «Полный беспредел» и южнокорейским триллером «Пьета», «Нарковойна» была номинирована как «Лучший фильм» на седьмой церемонии вручения Asian Film Awards — восточного аналога премии «Оскар».
Кинокритики встретили фильм положительно. Рецензент New York Times Манола Дарджис охарактеризовала постановку как «большую погоню, прерываемую моментами странной комедии и интерлюдиями дикого насилия; историю, чьи симпатии аккуратно распределены между плохими парнями и хорошими». Обозреватель Los Angeles Times Бетси Шарки высоко оценила работу ведущего тандема Луис Ку — Сунь Хунлэй, назвав обоих «актёрами высшего уровня». Корреспондент Seattle Times Том Кео положительно отозвался о режиссуре: «„Нарковойна“ Джонни То предлагает множество отличительных признаков авторского стиля: незатейливое повествование, компенсированное смелым экшном, юмором и мрачной иронией».